# ماك ووكر
ماك ووكر (بالإنجليزية: Mack Walker)‏ هو مؤرخ أمريكي، ولد في 6 يونيو 1929.